# Antiretrovirala läkemedel
Antiretrovirala läkemedel är läkemedel mot infektioner av retrovirus, som exempelvis hiv. Då hiv bekämpas med antiretrovirala läkemedel blir även effekten att immunförsvaret stärks.

## Nukleosidanaloga omvänt transkriptas-hämmare
- Zidovudin (AZT)
- Abakavir (ABC)
- Lamivudin (3TC)
- Didanosin (ddl)
- Zalcitabin (ddC)
- Stavudin (d4T)
- Emtricitabin

## Omvänt transkriptas-hämmare av icke-nukleosid-typ
- Nevirapin
- Efavirenz

## Proteashämmare
- Saquinavir
- Nelfinavir
- Indinavir
- Ritonavir
- Amprenavir
- Fosamprenavir
- Tipranavir
- Atazanavir
- Lopinavir

## Fusionshämmare
- Enfuvirtid